# 人生とんぼ返り (1946年の映画)
『人生とんぼ返り』（じんせいとんぼがえり）は、1946年に東宝が製作・配給した今井正監督の日本映画である。

## キャスト
- 徳永卯之吉：榎本健一
- きく子：河野糸子
- 欣二：江見渉
- 欣太郎：柳田貞一
- 欣太郎の妻：英百合子
- 欣次郎：如月寛多
- 源兵衛：中村是好
- 親分重吉：鬼頭善一郎
- 樋口：清水将夫
- 三治郎：松尾文人
- ゆき：入江たか子
- 馬車挽き：小杉義男
- きく子（幼女）：清水由佳子
- 宿の女儀：田中筆子
- 物売り女：柳文代

## あらすじ
徳永卯之吉は、不動産会社による強制立ち退きに反対する薬の行商人の樋口の襲撃を親分に命じられ、樋口を待ち伏せる。しかし、双方が崖から転落し、卯之吉は左腕を失う。その後、樋口の家を訪ねてみると、樋口の妻ゆきから樋口が一月前に亡くなったことを知らされる。樋口は、卯之吉の凶行をゆきに告げていなかった。卯之吉は薬の行商の服を借り、ゆきを助けるが、ゆきはまもなく樋口の子どもを産んだ後、亡くなってしまう。卯之吉は償いのために子供を育てる決意をする。